# Таволжанка (Омская область)
Таволжа́нка — деревня в Калачинском районе Омская области. Входит в состав Глуховского сельского поселения.

## История
Точная дата основания неизвестна. В 1900 году в одном из отчётов было указано, что Таволжанка была основана более, чем за 100 лет (то есть ранее 1800 года). Первоначально называлось деревней Таволжанской. До 1895 года входило в Сыропятскую волость Тюкалинского уезда Тобольской губернии. С 1895 года в составе Куликовской волости Тюкалинского уезда Тобольской губернии. С 1918 года в составе Куликовской волости Калачинского уезда. С 1925 года в Калачинском районе Омского округа Сибирского края. С 1934 года в Калачинском районе Омская области.

## Население
| 2002 | 2010 |
| ---- | ---- |
| 192  | ↘181 |

Население в 1926 году: 649 человек